# Vidoštačka Kraljica – 20 godina
Vidoštačka Kraljica – 20 godina, hrvatski kratki glazbeno-dokumentarni film iz BiH, o vokalnom sastavu duhovne glazbe Vidoštačka Kraljica. Snimljen je povodom 20 godina duhovno-glazbenog djelovanja tog sastava. Premijera je bila 8. prosinca 2017. u crkvi sv. Ilije Proroka u Stocu, u 18.00 sati nakon Svete mise zahvalnice. Audiografija je djelo Luke Rupčića, gaffer je Vlado Terkeš, hellycam je djelo Marka Slike Raguža, kinematografija i montaža Zdravko Terkeš. Na naslovnoj su članice Ivona Raguž, Andrijana Papac, Daniela Stanković, Željka Krnjić, Katarina Matić, Mirela Papac, Magdalena Pažin, Marija Raguž, Jelena Šutalo, Mirela Marić, Helena Brajković i Magdalena Batina.

## Vanjske poveznice
- Vimeo Kanal Visual Solutions: Vidoštačka Kraljica – 20 godina